# Zendale
Lo zendàle (anche cendale, zendado e sendale) chiamato anche “scivudde”  o “fisciudde” ( nel Tarantino ) era un grande scialle ampio e nero con lunghe frange, usato soprattutto dalle popolane veneziane. Copriva il capo e le spalle. Veniva appuntato sulla testa con un fermaglio, mentre le frange venivano annodate, come una sciarpa, attorno al corpo, lasciando pendere le cocche (i nodi alle estremità) sul retro.
Ne esistevano in tessuto di seta (taffetà), e in seguito in pizzo e a forma completamente chiusa.
Ne parlano Giovanni Boccaccio nel Decameron, Carlo Goldoni nella commedia La vedova scaltra e Alessandro Manzoni ne I Promessi Sposi (Capitolo XXXII), ma anche Johann Wolfgang von Goethe nel suo Viaggio in Italia.